# Eberhard Schmidt (Komponist)
Eberhard Schmidt (* 23. März 1907 in Slawentzitz, Kreis Cosel; † 22. Januar 1996 in Berlin) war ein deutscher Komponist, Cellist und Chorleiter.

## Leben
Der im oberschlesischen Slawentzitz geborene und aufgewachsene Schmidt, Sohn eines Pastors und Schuldirektors und einer Sängerin, legte 1926 das Abitur in der nahegelegenen Kreisstadt Brieg ab. Zusätzlich erhielt der Musikbegeisterte ab dem 6. Lebensjahr Unterricht im Klavier- und Orgelspiel. 1927 nahm Eberhard Schmidt auf Wunsch der Eltern ein Studium der Rechtswissenschaft an der Friedrich-Wilhelms-Universität Berlin auf. Parallel dazu wurde er am Stern’schen Konservatorium im Cellospiel und in Musiktheorie unterrichtet.
1929 brach er sein Studium ab, entschied sich für eine Ausbildung zum Berufsmusiker in den Fächern Klavier und Cello, schloss sich linken Studentenkreisen an und lernte die kommunistisch gesinnte jüdische Künstlerin Cora Eppstein kennen, mit der er sich 1933 vermählte. 1930 trat er der Agitpropgruppe „Roter Stürmer“, für deren politisch motivierte Auftritte er Lieder komponierte, 1932 der KPD bei. Nach der Machtübernahme durch die Nationalsozialisten floh Eberhard Schmidt mit seiner Frau 1933 ins Saargebiet, dort machte er Bekanntschaft mit Erich Weinert und Hans Marchwitza, die ihn in seiner politischen und musikalischen Ausrichtung nachhaltig beeinflussten. Der weiterhin für das politische Kabarett Komponierende floh nach der Eingliederung des Saarlands in das Deutsche Reich mit seiner Frau 1935 nach Paris. Durch seine politischen Kontakte konnte der dort in der Illegalität lebende Schmidt Stücke für ein französisches Arbeiterkabarett und ein jüdisches Kinderballett komponieren.
Seit 1936 nahm Schmidt auf Seiten der Internationalen Brigaden am Spanischen Bürgerkrieg teil, 1938 trat er in die KP Spaniens ein, 1939 wurde er an der französischen Grenze von der Garde Mobile verhaftet. Schmidt, dessen Frau im gleichen Jahr in Paris verstorben war, wurde zunächst in St. Cyprien, anschließend im Camp de Gurs, dem größten französischen Internierungslager, inhaftiert. Er blieb musikalisch aktiv und initiierte die Gründung von Häftlingschören. 1941 wurde er vom Vichy-Regime an Deutschland ausgeliefert, dort wurde er von der Gestapo ins KZ Sachsenhausen eingeliefert. Schmidt, der auch hier einen Chor gründete sowie als Cellist im deutsch-tschechischen Häftlingsstreichquartett spielte, wurde im April 1945 durch sowjetische Truppen während des „Todesmarsches“ in der Nähe von Schwerin befreit.
Eberhard Schmidt übersiedelte in der Folge nach Berlin, trat eine Stelle als Musikreferent beim Amt für Volksbildung im Berliner Stadtbezirk Pankow an und eröffnete mit der Malerin, Dichterin und Regisseurin Eva Fritzsche, die er 1950 heiratete, das Kabarett „Der Besen“. Der 1946 der SED Beigetretene trat danach als Mitbegründer verschiedener Kabaretts hervor und hatte als Kulturreferent der Freien Deutschen Jugend den Bereich Musik übernommen. 1951 zählte er zu den Gründungs- und Vorstandsmitgliedern des Komponistenverbandes der DDR, 1953 wurde er von der Regierung der DDR durch die Verleihung des Nationalpreises ausgezeichnet. Eberhard Schmidt, der 1958 seinen Wohnsitz in die Nähe von Stralsund verlegte, übernahm 1964 die Leitung des Konservatorium Schwerin, die er bis 1968 innehielt. Er kehrte danach nach Berlin zurück, dort lebte er bis zu seinem Tod 1996 als freischaffender Musiker.

## Wirken
Das kompositorische Werk Schmidts umfasst etwa 250 bis 300 Lieder, darunter die Massenlieder Thälmannlied sowie Ich trage eine Fahne, die in der französischen Internierungshaft entstandenen Lieder Zwischen Meer und Stacheldraht sowie Interbrigade und das vor dem Beginn des Todesmarsches komponierte Lied Muselmann, Chöre, Kantaten, Bühnenwerke, darunter die Operetten Bolero (Berlin 1952) und Die Schweinekirmes (Schwerin 1957), Filmmusiken, Fernsehkomödien für Kinder, Instrumentalkompositionen für kleine Besetzungen sowie Orchestermusik.

## Filmografie
- 1958: Nur eine Frau